# Салиха-султан (дочь Абдул-Азиза)
Салиха́-султа́н (тур. Saliha Sultan; 9/10 августа 1862 года, Стамбул — ок. 1941 года, Хильван) — старшая дочь османского султана Абдул-Азиза от его главной жены Дюрринев Кадын-эфенди. Планировался брак Салихи с сыном египетского наместника Ибрагимом Хильми-пашой, однако после смерти отца помолвка была разорвана. В 1889 году она вышла замуж за Зюлькюф Ахмеда-пашу, от которого родила дочь Камиле, скончавшуюся в возрасте шести лет. После провозглашения республики Салиха покинула Турцию и больше на родину не возвращалась.

## Биография
Салиха-султан родилась в воскресенье в половине четвёртого утра 9 августа 1862 года (14 сафар 1279 по хиджре) или же 10 августа 1862 года (13 сафар 1279 по хиджре) во дворце Долмабахче в Стамбуле в семье османского султана Абдул-Азиза и его главной жены Дюрринев Кадын-эфенди; была старшей дочерью султана. У Салихи был полнородный старший брат шехзаде Юсуф Иззеддин-эфенди, а также одиннадцать младших единокровных братьев и сестёр, среди которых был будущий халиф Абдул-Меджид II. Рождению Салихи посвятил свои строки османский поэт Зия-паша: «Салиха-султан увеличила ценность великой колыбели». Турецкий историк Недждет Сакаоглу отмечал, что Салиха не была красивой, а придворные отмечали, что она очень похожа на старшего брата.
В 1875 году, когда Салихе было 13 лет, её обручили с Ибрагимом Хильми-пашой, сыном египетского наместника Хыдив Исмаила-паши. Из Египта прибыли украшения и подарки, стоимостью годовой египетской казны. Однако после свержения Абдул-Азиза и последующих событий ставший султаном двоюродный брат Салихи Абдул-Хамид II разорвал помолвку. Следующие тринадцать лет не было никаких планов относительно замужества Салихи-султан. Всё это время она вместе с матерью жила в особняке тётки Адиле-султан в Фындыклы и в собственном особняке на территории дворца Йылдыз. Лишь в 1889 году Абдул-Хамид II, выдавший замуж всех своих незамужних сестёр, озаботился подбором женихов для своих кузин Салихи, Назиме и Эсмы и старшей дочери Зекие. Мужем Салихи стал Ахмед Зюлькюф-бей (турецкий историк Чагатай Улучай называет его Ахмедом Зюлькефылом-пашой, османист Энтони Олдерсон — Ахмедом Зюлькюфлем-пашой), сын Курд(заде) Исмаила Хаккы-паши; Сакаоглу отмечал, что о женихе говорили, что он очень красив. Свадьба четырёх султанш состоялась 20 апреля во дворце Йылдыз. Единственный ребёнок Салихи-султан — дочь Камиле Ханым-султан — родилась в 1890 году, скончалась в возрасте шести лет в 1896 году и была похоронена в тюрбе Махмуда II.
Турецкий писатель Эсер Тутель в книге «Стамбул уносили ветра и воды» писал, что Салихе принадлежал особняк на Багдадском проспекте в квартале Селямичешме в Кадыкёе, построенный в 1865 году. Тутель так писал об этом особняке: «Потолки селямлыка украшены золотой росписью. Рамы раздвижных окон сделаны из лучшего ореха! Особняк привлекал внимание резными балконами и окнами со ставнями. У дома был сад в 20 дёнюмов, одна сторона которого выходила на Багдадский проспект, а другая — на улицу Хаджи Мехмеда. В саду росли конские каштаны, ели, чинары и туи… Были два красивых бассейна и два колодца. Особняк был огорожен высокими стенами, поэтому прохожие могли видеть его только через решётки главных ворот. Салиха-султан этот особняк, в котором жила летом, в 1900 году продала придворному писарю султана Хамида — Исмаил Хаккы-бею. Со временем особняк разрушился, а его территорию разделили на отдельные участки». По состоянию на начало XXI века на бывшей территории особняка располагались автозаправка Shell, банк, несколько магазинов и жилых домов.
В 1924 году после провозглашения Турецкой республики Салиха-султан вместе с мужем попала в списки принудительной депортации и была вынуждена покинуть Турцию. В изгнании супруги последовательно проживали в Риме, Дамаске и пригороде Каира Хильване. Хотя в с своё время Салиха была самой богатой дочерью Абдул-Азиза, в изгнании она пыталась совершить самоубийство из-за финансовых проблем. Точная дата смерти Салихи достоверно неизвестна, однако Сакаоглу, предполагал, что она умерла в 1941 году в Хильване; Улучай же, без указания конкретной даты, писал, что она скончалась в полной нищете в возрасте восьмидесяти лет. Салиха пережила всех своих братьев и сестёр и дожила до середины XX века.